# Guangzhouwan

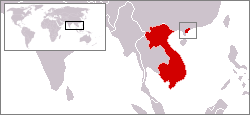
Lage von Guangzhouwan in Französisch-Indochina

Guangzhouwan, nach Lessing Guang-dschou-wan und Stange Kuang-tschou-wan (chinesisch 廣州灣 / 广州湾, Pinyin Guǎngzhōu wān, W.-G. Kuang-chou-wan, Jyutping Gwong2zau1 waan1 – „Guangzhou-Bucht“; veraltet nach Post Kwang-chow-wan, Vissière Kouang-Tchéou-Wan, Yale Gwang-jou-wan), war ein Territorium im Bereich einer Küstenbucht auf der südchinesischen Halbinsel Leizhou nördlich der Insel Hainan.
Das Gebiet von Guangzhouwan war von 1899 bis (faktisch) 1943 französisches Pachtgebiet mit dem Verwaltungssitz Fort Bayard (heute: Zhanjiang). Es hatte eine Größe von 842 km2 und 250.000 Einwohner (1935).

## Geschichte

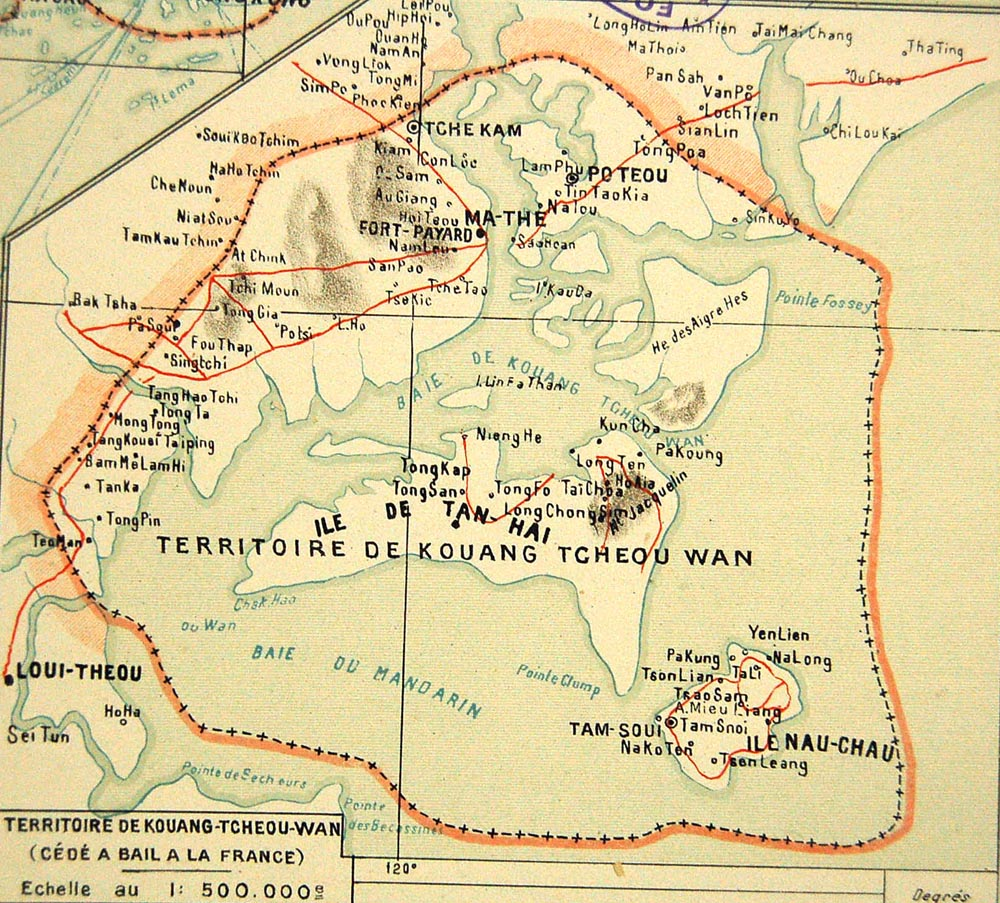
Französische Karte von Guangzhouwan aus dem Jahr 1909

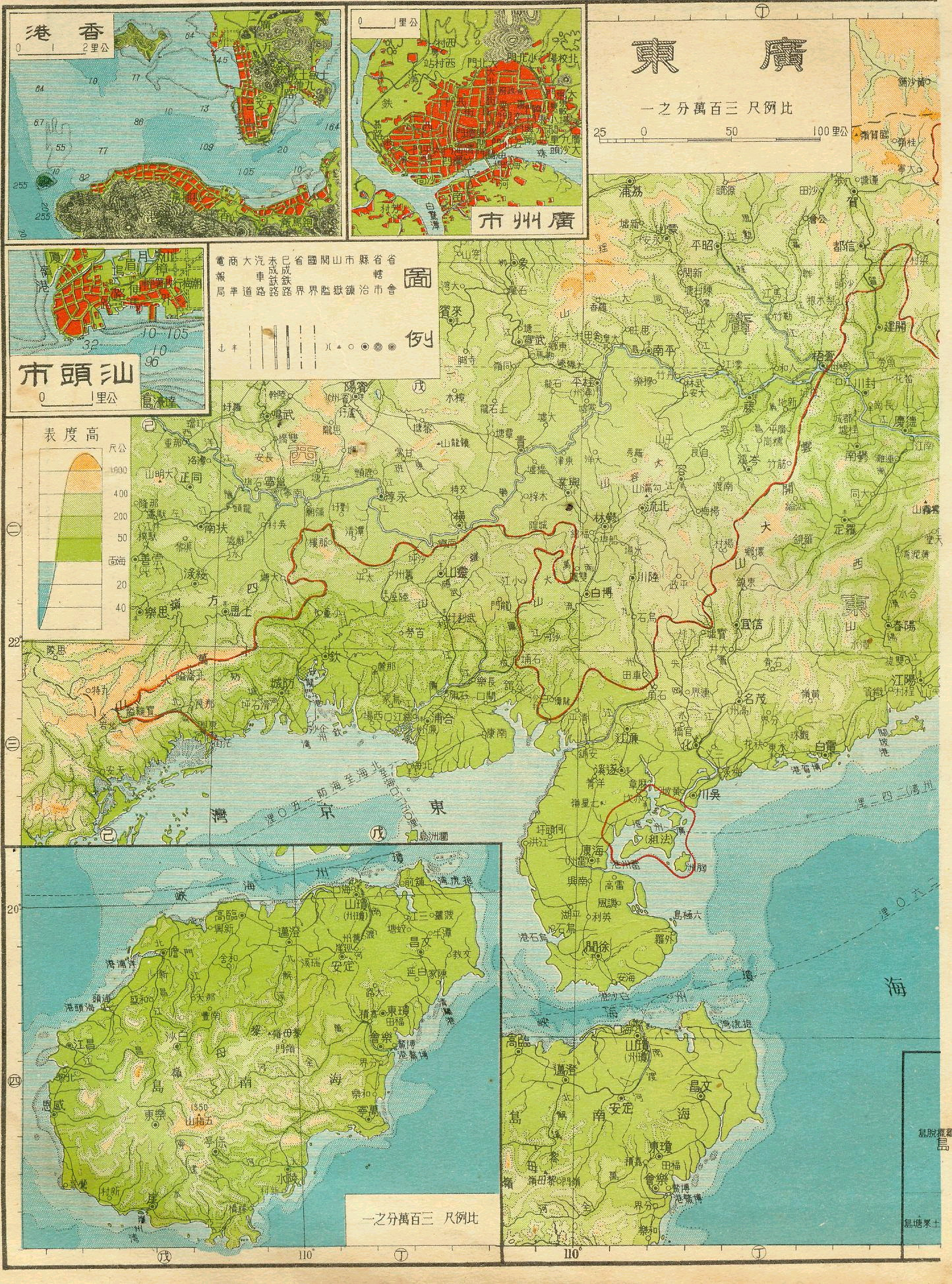
Guangzhouwan auf einer chinesischen Karte von 1935

Im Jahr 1897 verirrte sich das französische Boot Boyard nach Guangzhouwan. Nachdem sie wieder Kontakt mit anderen Franzosen hatten, meldete die Besatzung, dass der Hafen ein sehr gut gelegener Tiefwasserhafen sei. Daraufhin besetzten am 27. Mai 1898 französische Truppen das Territorium des späteren Pachtgebietes im Süden von Guangdong und trafen dort auf Widerstand der lokalen Bevölkerung.
Im Jahr nach der Besetzung des Gebietes erzwang Frankreich mit der Französisch-chinesischen Konvention vom 16. November 1898 vom Kaiserreich China einen Pachtvertrag über einen Zeitraum von 99 Jahren (vergleiche auch die britische Kolonie Hongkong bzw. das deutsche Pachtgebiet Kiautschou).
Hauptzweck der Pachtung des Gebietes war die Erschließung Südchinas, vor allem Guangdongs und Yunnans bis nach Sichuan, und der Bau von Eisenbahnen. Ferner sollte von dort das in diesem Raum vorgesehene französische Einflussgebiet kontrolliert werden. Die gehegten wirtschaftlichen Hoffnungen erfüllten sich für Frankreich aufgrund der Armut dieser Region allerdings zu keinem Zeitpunkt.
Guangzhouwan war kein eigenständiges Kolonialgebiet und besaß daher auch keinen eigenen Gouverneur. Es unterstand als Territoire de Kouang-Tchéou-Wan dem Gouverneur von Französisch-Indochina.
Nach der Niederlage Frankreichs im Juni 1940 erkannte die von Chiang Kai-shek regierte Republik China das „Freie Frankreich“ unter Charles de Gaulle diplomatisch an und erklärte es zum Souverän über die Enklave. Infolgedessen erklärte sich die Verwaltung Guangzhouwans loyal zum „Freien Frankreich“ und versagte damit der Vichy-Regierung die Gefolgschaft, im Unterschied beispielsweise zu Französisch-Indochina.
Nach der Besetzung des Gebietes durch Japan infolge des Zweiten Japanisch-Chinesischen Kriegs im Februar 1943 wurde das Pachtgebiet seitens der Vichy-Regierung am 30. Juli 1943 an die mit Japan kollaborierende Chinesische Marionettenregierung unter Wang Jingwei abgetreten, was weder von der Regierung des „Freien Frankreichs“ noch von der Republik China anerkannt wurde.
Formell wurde das Gebiet am 28. Februar 1946 von Frankreich an China zurückgegeben, nachdem die Provisorische Regierung der Französischen Republik in der damaligen chinesischen Hauptstadt Chongqing einen Vertrag mit der Republik China abschloss, welcher die bis dahin gültigen Vereinbarungen über die französischen Konzessionsgebiete in China offiziell annullierte.